# دي دي (أغنية)
«دي دي» أغنية كتبها وأدَّاها الفنان الجزائري خالد، وقد صدرت عام 1992.
كانت الأغنية هي الأغنية المنفردة الرئيسية من ألبوم المغني الذي حمل اسمه هو نفسه، خالد.

## شهرة الأغنية
قفزت «دي دي» للمرتبة التاسعة في ترتيب الأغاني المنفردة الفرنسي وبقيت ضمن جدول «الخمسين القمة» لعشرين أسبوعاً [أي خمسة أشهر]، مما جعلها أول مقطوعة موسيقية تم غناؤها بالعربية لتصل للجدول في فرنسا. كما أنها اعتلت قمة الأغاني المنفردة في كل من سويسرا، بلجيكا، هولندا، مصر، والسعودية.
تم إخراج هذا الفيديو الموسيقي على يد فيليب غوتييه.
في 3 إبريل، 2015، أدين خالد بسرقة «دي دي» من أغنية سجلها الشاب رباح (رباح زرالدين) في 1988 بعنوان «عانقي وسلمي» لكن في 13 مايو 2016 أزالت محكمة النقض التهم الموجهة إلى خالد عندما عرض تسجيل بصوت خالد للأغنية يعود إلى سنة 1982 أي قبل ست سنوات من تسجيل الشاب رباح، كان هذا التسجيل لدى منتج موجود في وهران. في النهاية كان على الشاب رباح تعويض خالد عن تكاليف هذه القضية.